# Enzo Reale
Enzo Reale (Vénissieux, 7 ottobre 1991) è un calciatore francese, centrocampista del GOAL.

## Carriera

### Club
Di origini italiane, Reale ha debuttato nella Ligue 1 con il Lione durante il corso della stagione 2010-2011. Nel 2012-13 è stato ceduto al Lorient.

### Nazionale
Nel 2010 ha vinto gli Europei Under-19.
Ha disputato i Mondiali Under-20 del 2011.

## Palmarès

### Nazionale
- Campionato d'Europa Under-19: 1

2010